# آلا سوپر
آلا سوپر (بلاروسی: Ала Пятроўна Цупeр؛ زادهٔ ۱۶ آوریل ۱۹۷۹) اسکی‌باز نمایشی اهل بلاروس بود.
وی در مسابقات کشوری و بین‌المللی در مجموع برندهٔ ۱ مدال طلا شده‌است.